# Quiche

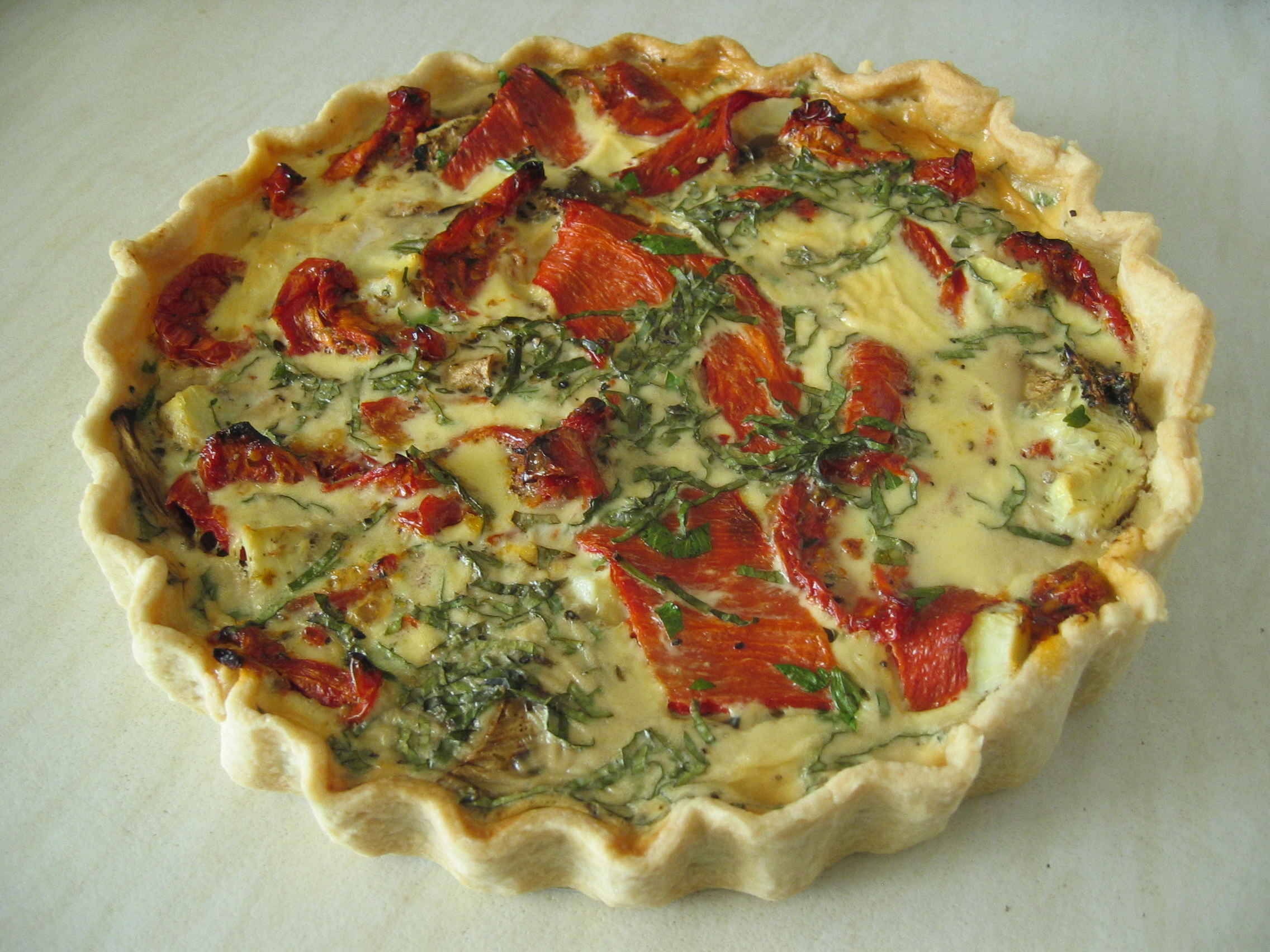
Domácí paprikový quiche

Quiche [kyš] je tradiční francouzský druh slaného koláče, který je poměrně lehký na přípravu. Hodí se hlavně jako předkrm, ale je možné ho podávat i jako lehkou večeři. Tradičně je koláč připraven ze smetany a šunky, jako například nejznámější z nich Quiche Lorraine. Jiné varianty mohou obsahovat i sýr, mléko, rajčata, cibuli či mořské plody. Francouzské domácnosti mají často své vlastní varianty.

## Podávání
Quiche se podává se salátem, horkou francouzskou vekou nebo s bílým vínem. Jako předkrm k většímu jídlu jsou ve Francii oblíbené malé koláčky Quiches. V Lotrinsku se často podává s vínem Vin Gris des Côtes de Toul.

## Varianty
- Quiche Lorraine (lotrinský quiche) – tento nejznámější quiche obsahuje tučnou smetanu, vejce a slaninu, ale rozhodně ne sýr. Slaninu lze v tomto případě nahradit šunkou, lehce opečenou na másle. Podává se jak teplý tak studený.
- Quiche au Fromage de Gruyère (quiche se švýcarským sýrem) – v této variantě se místo smetany používá mléko a slanina se nahrazuje švýcarským sýrem.
- Quiche aux Épinards (quiche se špenátem) – v tomto případě se smíchávají tři varianty do sebe. Je to jeden z nejsložitějších postupů.